# クライストチャーチ大聖堂 (ヒューストン)
クライストチャーチ大聖堂（クライストチャーチだいせいどう、英語：Christ Church Cathedral）は、米国聖公会テキサス州教区を代表する教会堂である。このキリスト教教会は1839年に設立された。設立当時のテキサス州はまだ独立した共和国であった。ヒューストンで現存するキリスト教教会で最も古く、テキサス州の非カトリック教会で最も古い教会のひとつでもある。ヒューストン内にある多くの米国聖公会の教会とその周辺地域は、1893年に設立されたトリニティ監督教会のようにクライストチャーチの福音宣教を目的として設立された。

## 歴史
ダウンタウン・ヒューストンのテキサス通り1117番地に位置し、現在の建物は1893年に建てられた。1938年に大火事に見舞われたが、ある消防士が建物の破壊を阻止するために華麗な彫刻が施された内陣仕切りに消火剤を吹きかけ、建物は小さな被害で済んだ。オルガニストで作曲家のエベレット・ティコムはクライストチャーチへの再献辞と創立100周年を記念して、聖歌「Behold now, Praise the Lord（さあ見よ、主を讃えよ）」を作曲した。
1949年、クライストチャーチは教区の大聖堂となった。現在、クライストチャーチには洗礼を受けた3000人以上の聖餐拝受会員がいる。

## 聖職者
クライストチャーチの初代教区牧師はコネチカット州教区のチャールズ・ジレット師である。1845年、彼は最初の教会建物を建てるために会衆を指揮した。ジェイムス・P・ドゥウォルフは1934年から1940年までこの教会の教区牧師を務めた。彼はロングアイランド教区主教になるまでの間に建物を改築し、多くの指導計画を開始した。現在の首席司祭はバークレー・スチュワート・トンプソン牧師である。

## カテドラルハウス監督教会学校
この学校は1986年に医学博士で幼児教育者のマリア・モンテッソーリの教えを基礎とした基本理論を持つクライストチャーチ大聖堂のキャンパスに開校した。児童保育、運動、幼児教育、初等教育、および幼稚園の教室が設けられている。